# San José de Amoles
San José de Amoles är en ort i Mexiko.   Den ligger i kommunen Romita och delstaten Guanajuato, i den centrala delen av landet, 300 km nordväst om huvudstaden Mexico City. San José de Amoles ligger 1 778 meter över havet och antalet invånare är 221.
Terrängen runt San José de Amoles är platt åt nordväst, men åt sydost är den kuperad. Runt San José de Amoles är det ganska tätbefolkat, med 116 invånare per kvadratkilometer. Närmaste större samhälle är Romita, 12,1 km nordost om San José de Amoles. Trakten runt San José de Amoles består till största delen av jordbruksmark.